# A töppedt ikerszarkómás ápolónő
A töppedt ikerszarkómás ápolónő (Conjoined Fetus Lady) a South Park című rajzfilmsorozat 18. része (a 2. évad 5. epizódja). Elsőként 1998. június 3-án sugározták az Amerikai Egyesült Államokban.
Az epizódban a főszereplő gyerekek találkoznak a születési rendellenességben szenvedő iskolai ápolónővel, miközben egy nagyszabású kidobós versenyre készülnek.

## Cselekmény
Az epizód elején a fiúk kidobóst játszanak és Pipet gúnyolják, aki tőle szokatlan módon feldühödik és a labdával keményen megdobja és megsebesíti Kyle Broflovskit. Az edző, Séf bácsi a rettegett iskolai nővérhez küldi őt, akiről a gyerekek körében számtalan rémisztő legenda szól. Kyle elborzad, amikor felfedezi, hogy Gólem nővér csakugyan más, mint a többiek; „töppedt ikerszarkómában” szenved, azaz a fejéhez egy halott magzat, a saját ikertestvére nőtt hozzá (lásd: kettős torzok).
Amikor a többiekkel együtt gúnyolódni kezdenek a nővér állapotán, Sheila Broflovski, Kyle anyja elmagyarázza nekik a betegség lényegét. Megemlíti, hogy tudtukon kívül a gyerekek testében is lehet halott magzat (a teratoma nevű, valóban létező betegségre utalva), akik ettől annyira megrémülnek, hogy Stan Marsh például egy jégcsákánnyal akarja felnyitni a fejét. A South Park-i lakosok betegség iránti tudatlanságát látva Sheila „Töppedt ikerszarkóma hetet” szervez a városban egyedüliként ebben a betegségben szenvedő Gólem nővér számára.
Ezalatt az iskolai kidobós csapat sorra nyeri a versenyeket és bekerül az állami döntőbe, melyet Denverben tartanak. A denveriek edzője lenézi a csapatot és edzőjüket, Séf bácsit, de Pip segítségével (akit ismét feldühítenek a többiek) a South Park-i csapat állami bajnok lesz. Az utolsó meccset pedig az ellenfelek adják fel – mivel nem akarnak kiállni a legyőzhetetlennek tartott kínai csapat ellen – így a South Park-i csapat lesz az országos bajnok és ők utazhatnak Kínába. Kínában az ellenfél csapata sorra dobja ki a South Park-i játékosokat (egyik kínai versenyző olyan erővel hajítja el a labdát, hogy Kenny McCormick a falhoz csapódik és azonnal meghal), míg végül csak Pip marad játékban. Amikor azonban ismételten feldühítik – franciának nevezik, pedig brit származású – Pip egy dobással kiejti az összes kínai játékost. Mégsem kap dicséretet, mert már az összes South Park-i játékos megutálta a játékot és csupán haza akarnak utazni. 
South Parkban látványos felvonulást és filmvetítést szerveznek Gólem nővérnek, majd mindenki városi lakos olyan kalapot kezd el viselni, mintha nekik is egy halott magzat lenne a fejükhöz nőve. Végül a folyamatos zaklatást elunva Gólem nővér dühösen bejelenti, hogy nem vágyik kitüntetett figyelemre vagy különleges bánásmódra, mert ezzel pontosan a mássága miatti kívülállását erősítik meg; a bejelentés után dühödten elviharzik. Sheila és az igazgatónő hálátlannak tartja Gólem nővért, de a gyerekeknek imponál ez a megnyilvánulás és felteszik a kérdést; vajon a magzat tette-e okosabbá a nővért?